# Stazione di Giugliano-Villaricca
La stazione di Giugliano-Villaricca era una stazione ferroviaria posta sulla linea Alifana bassa. Serviva i centri abitati di Giugliano e Villaricca.

## Storia
La stazione venne attivata il 30 marzo 1913 insieme alla tratta ferroviaria da Napoli a Capua (Alifana bassa).
Nella stazione terminava la lunga salita che la linea faceva da Napoli, dunque fino a qui originariamente i treni usavano una motrice di spinta in coda.
Nel secondo dopoguerra, a causa della crescente urbanizzazione dell’hinterland napoletano il servizio ferroviario non risultava più adeguato alle esigenze; pertanto il 20 febbraio 1976 l’esercizio venne sospeso, e sostituito, per un paio di anni, da un servizio di autobus. La chiusura doveva essere temporanea per consentire l'ammodernamento della linea, ma poi in sostituzione venne costruita una nuova linea metropolitana corrente molto più ad est che non passa da Villaricca e nemmeno per il centro storico di Giugliano, in quanto la stazione metropolitana è posta nella periferia orientale del comune.

## Strutture e impianti
Il fabbricato viaggiatori della stazione venne abbattuto, al suo posto si trova attualmente un parcheggio privato. In suo ricordo rimane solo la toponomastica della strada di accesso alla stazione che si chiama ancora "viale della ferrovia Piedimonte d’Alife".